# Tura (řeka)
Tura, Dolgaja (rusky Тура nebo rusky Долгая) je řeka ve Sverdlovské a v Ťumeňské oblasti v Rusku. Je 1 030 km dlouhá. Povodí má rozlohu 80 400 km².

## Průběh toku
Pramení na Středním Urale a teče přes Západosibiřskou rovinu. Ústí zleva do Tobolu (povodí Obu) na 260 říčním kilometru.

### Přítoky
- zprava – Salda, Tagil, Nica, Pyšma

## Vodní režim
Zdrojem vody jsou převážně sněhové srážky. Průměrný roční průtok vody ve vzdálenosti 184 km od ústí činí 177 m³/s, maximální od dubna do července dosahuje 3 330 m³/s a minimální 8,6 m³/s na konci března. Zamrzá na konci října až v listopadu a rozmrzá v dubnu až v první polovině května.
Průměrné měsíční průtoky řeky ve stanici Ťumeň v letech 1936 až 1998:

## Využití
Řeka je splavná. Vodní doprava je možná do vzdálenosti 753 km od ústí. Na řece byly vybudovány tři přehradní nádrže o celkové rozloze 23 km². Leží na ní města Verchňaja Tura, Nižňaja Tura, Verchoturje, Turinsk a Ťumeň.